# Чіатурський тролейбус
Чіатурський троле́йбус — закрита тролейбусна система в грузинському місті Чіатура, що існувала з 1967 по 2008 роки. По суті це була єдина міжміська тролейбусна лінія в Грузії, так як тролейбуси курсували між містами Чіатура та Сачхере.

## Історія
Тролейбусний рух між містами Чіатура та Сачхере було відкрито 7 листопада 1967 року. Єдиним типом моделі рухомого складу на лінії з моменту її заснування до ліквідації були чехословацькі тролейбуси Škoda 9Tr. Існувало всього два маршрути. Перший починався біля Чіатурського будинку культури і закінчувався біля залізничного вокзалу станції Сачхере, а другий маршрут прямував від будинку культури до житлових районів Чіатури. Обидва маршрути проходили набережною річки Квіріла. З самого заснування і до закриття лінії її обслуговували тролейбуси Škoda 9Tr. Після розпаду СРСР, тролейбусна лінія працювала дуже нестабільно, в місті часто виникали проблеми з електрикою, і тролейбус змушений був простоювати по кілька місяців (як і канатні дороги). 
2006 року до депо надійшли тролейбуси Škoda 14Tr з Тбілісі, коли там закрилася тролейбусна система, але це так і не виправило плачевний стан чіатурського тролейбусу, на лінію у Чіатурі вони так і ніколи не вийшли, що і призвело до його остаточного закриття у 2008 році. Більшість тролейбусів було списано і порізано на металобрухт.
Нині в деяких місцях залишилася контактна мережа та розтяжки на опорах, а також списані тролейбуси на території колишнього депо. Тролейбусне депо розташовувалося на виїзді з Чіатури, біля підніжжя мікрорайону «Ітхвісі».

## Рухомий склад
У різні часи в місті експлуатувалися такі типи моделей тролейбусів.
| Рухомий склад                          | Рухомий склад     |
| Тип моделі                             | Роки експлуатації |
| -------------------------------------- | ----------------- |
| Škoda 9Tr Škoda 9TrH                   | 1967—2008         |
| Škoda 14Tr Škoda 14Tr02 Škoda 14Tr02/6 | 1989—2006         |
| ЗіУ-682В                               | 1980—2006         |
| КТГ-1                                  | 1978—2008         |